# IVL C.24
Die IVL C.24 war der Prototyp eines Jagdflugzeugs des finnischen Herstellers Ilmailuvoimien Lentokonetehdas.

## Geschichte und Konstruktion
Die IVL C.24 war das erste Flugzeug, das in Finnland industriell entwickelt und gebaut wurde. Das Flugzeug wurde von Kurt Berger als Hochdecker mit offenem Cockpit und Spornradfahrwerk entworfen. Der Erstflug fand am 16. April 1924 statt. Der Motor erwies sich als zu schwach, die Geschwindigkeit war zu gering und die Flugeigenschaften schlecht, sodass die Maschine nur kurze Zeit von der finnischen Luftwaffe getestet wurde.

## Militärische Nutzung
- Finnland

## Technische Daten
| Kenngröße             | Daten                                              |
| --------------------- | -------------------------------------------------- |
| Besatzung             | 1                                                  |
| Länge                 | 7,1 m                                              |
| Spannweite            | 12,1 m                                             |
| Höhe                  | 2,9 m                                              |
| Flügelfläche          | 19 m²                                              |
| Flügelstreckung       | 7,7                                                |
| Leermasse             | 660 kg                                             |
| max. Startmasse       | 870 kg                                             |
| Höchstgeschwindigkeit | 200 km/h                                           |
| Dienstgipfelhöhe      |                                                    |
| Reichweite            |                                                    |
| Triebwerke            | ein Sternmotor Siemens & Halske Sh.IIIA mit 119 kW |